# EOS R400S (RWS)

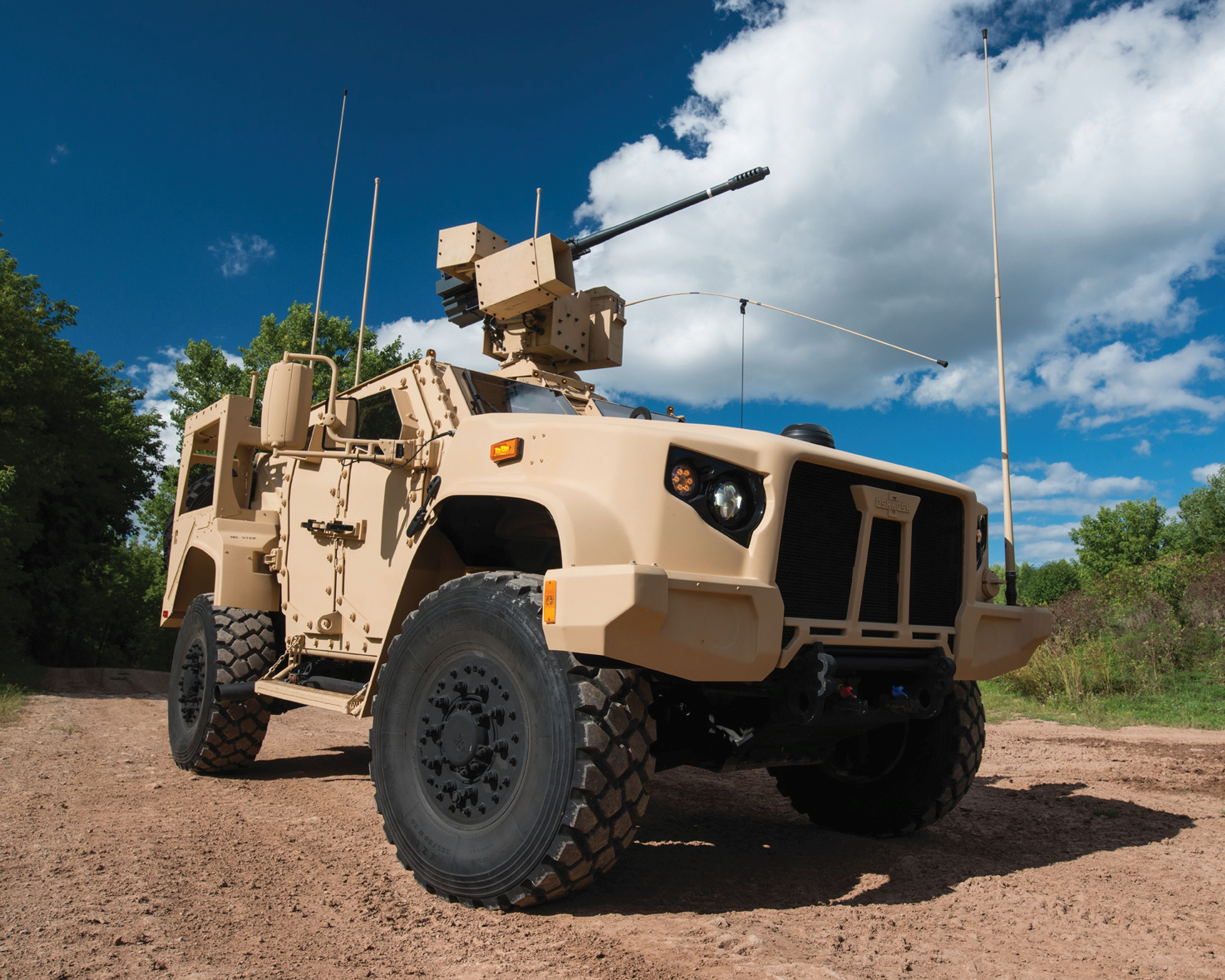
R400Sを搭載したL-ATV

R400Sは、オーストラリアの防衛・宇宙関連企業であるElectro Optic Systems（EOS）社によって販売されているRWS（Remote Weapon Station, 遠隔操作式銃塔）である。

## 概要
R400SはElectro Optic Systems（EOS）社と Recon Optical（RO）社（後にEOS社に吸収合併）によって共同開発されたRAVEN R-400を下敷きとするEOS RシリーズRWSファミリーの製品の一つであり、M240やM134ミニガンといった7.62mm機関銃からMk19 40mmグレネードランチャー、最大でM230 30mmチェーンガンを選択搭載可能なRWSである。
競合他社で開発された従来の30mm級RWSの多くが兵装搭載状態で400㎏を超える中、M230搭載で355kg、M230/M240連装で408kgと大幅に軽量化されている事を特徴とする。軽量であるため成人男性4人で手搬送が可能であり、足場さえあれば設置から射撃までおおむね5分で実施可能である
R400SはEO/IRセンサーと連動した4軸安定化機構を備えたFCSによるロックオン機能を有し精密な射撃が可能であり、また火器換装は1時間で実施可能であるためSTANAG 4569レベル3級の装甲車両から中小型UAVまでの幅広いターゲットを撃破可能となる。また、オプションでジャベリン対戦車ミサイルを連装する事も可能である。2020年には通常仕様のR400Sにより、M230チェーンガンを用いて500mの距離で小型ドローンを撃墜できる事が確認されている。
また、EOS社はR400Sの派生型としてとしてカウンタードローンシステムである「Titanis Counter Drone Defense System（TCDDS）」を開発しており、レーダーやEO/IRセンサーにより探知したドローンに対する高周波（RF）によるソフトキルに加え、M230 30mmチェーンガンから発射される近接信管式エアバースト弾や、M240 7.62mm機関銃による精密射撃により800m先の小型の商用ドローンを射撃し破壊するハードキルが可能となっている
オーストラリア陸軍をはじめとする6カ国で採用されている。

## 来歴
1999年、Electro Optic Systems（EOS）社と Recon Optical（RO）社は、米軍向けRWSであるCROWSの共同開発を開始、EOS社がセンサー、電子機器、オペレーター・インターフェース、ソフトウェア、火器制御および照準システムを提供、RO社は安定化装置（ジンバル）を開発、RO社製「RAVEN R-400」として商品化し、2004年にアメリカ軍向けRWSM101 CROWSとして採用された
2009年、RO社はEOS社に買収され、以後R400及びその発展型はEOS社製品として展開しており、EOSによる買収後は「RAVEN R-400」は「R400S-MK1」と改称されている

## バリエーション
各バリエーションは以下の通り
R400S-MK1（RAVEN R-400）

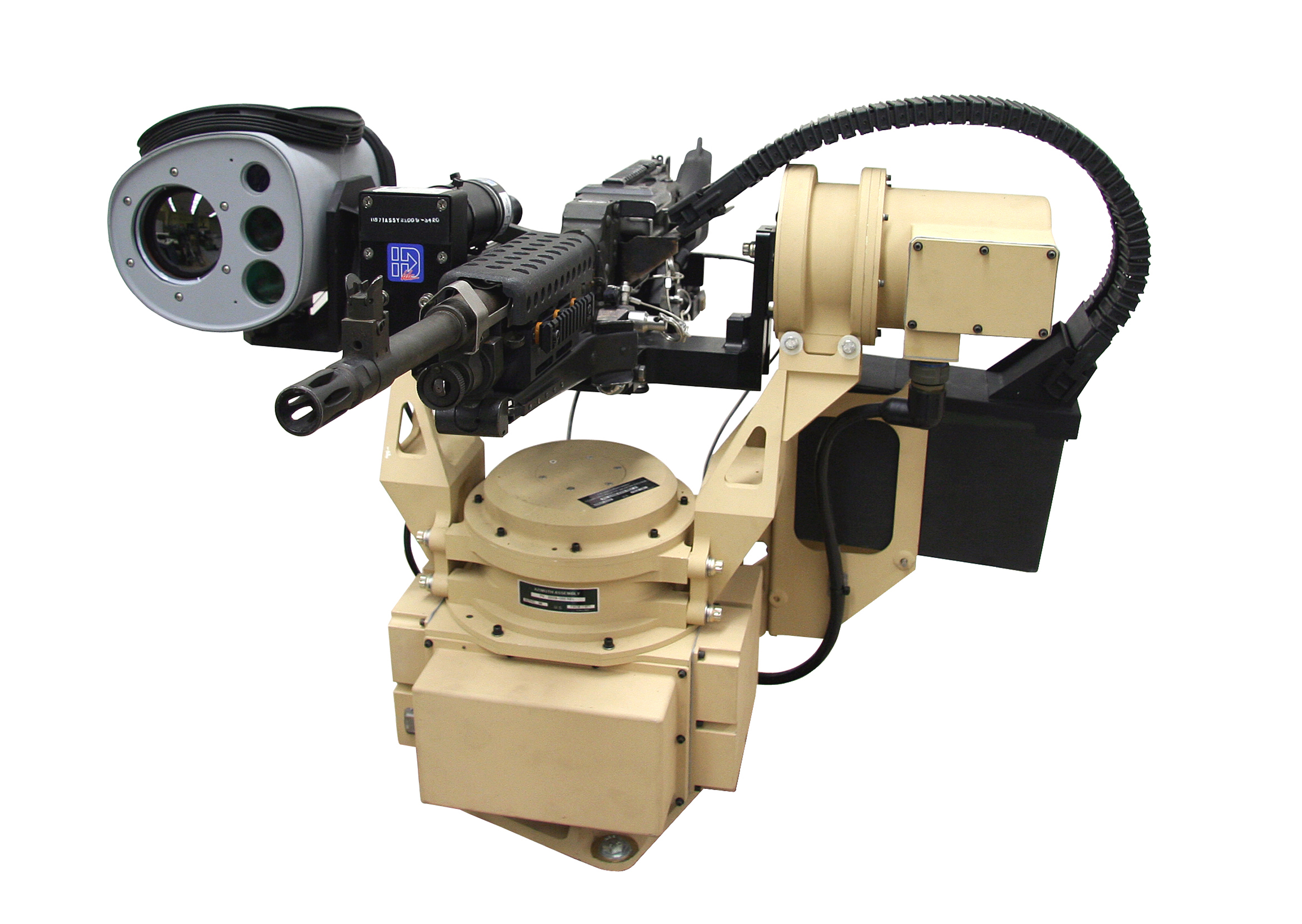
RAVEN R-400のプロトタイプ。後にM101 CROWSとして採用された

EOS社とRecon Optical（RO）社によって共同開発され、RO社製RWSとして販売されたモデルであり、後のR400シリーズの原型となった。
R400S-Mk2 , R400S-MK2-D
12.7mm重機関銃、Mk19 40mmグレネードランチャー以下の兵装を単装できるモデル、重量はそれぞれ武装非搭載状態で167kg、179kg、府仰角は-10～+60°
R400S-MK2-D-HD
M230 30mmチェーンガンを含めた全兵装を単装又は連装で装備できるモデルで、武装非搭載状態で231kg、府仰角は-10～+45°
Titanis Counter Drone Defense System（TCDDS）
R400Sをベースとした対ドローンシステムであり、センサー系にレーダーを追加し、それに対応したFCSを搭載している。
R400-M
R400S-MK2を海洋環境に適合したモデルであり、Mは「Marine」を意味する。

## 採用国

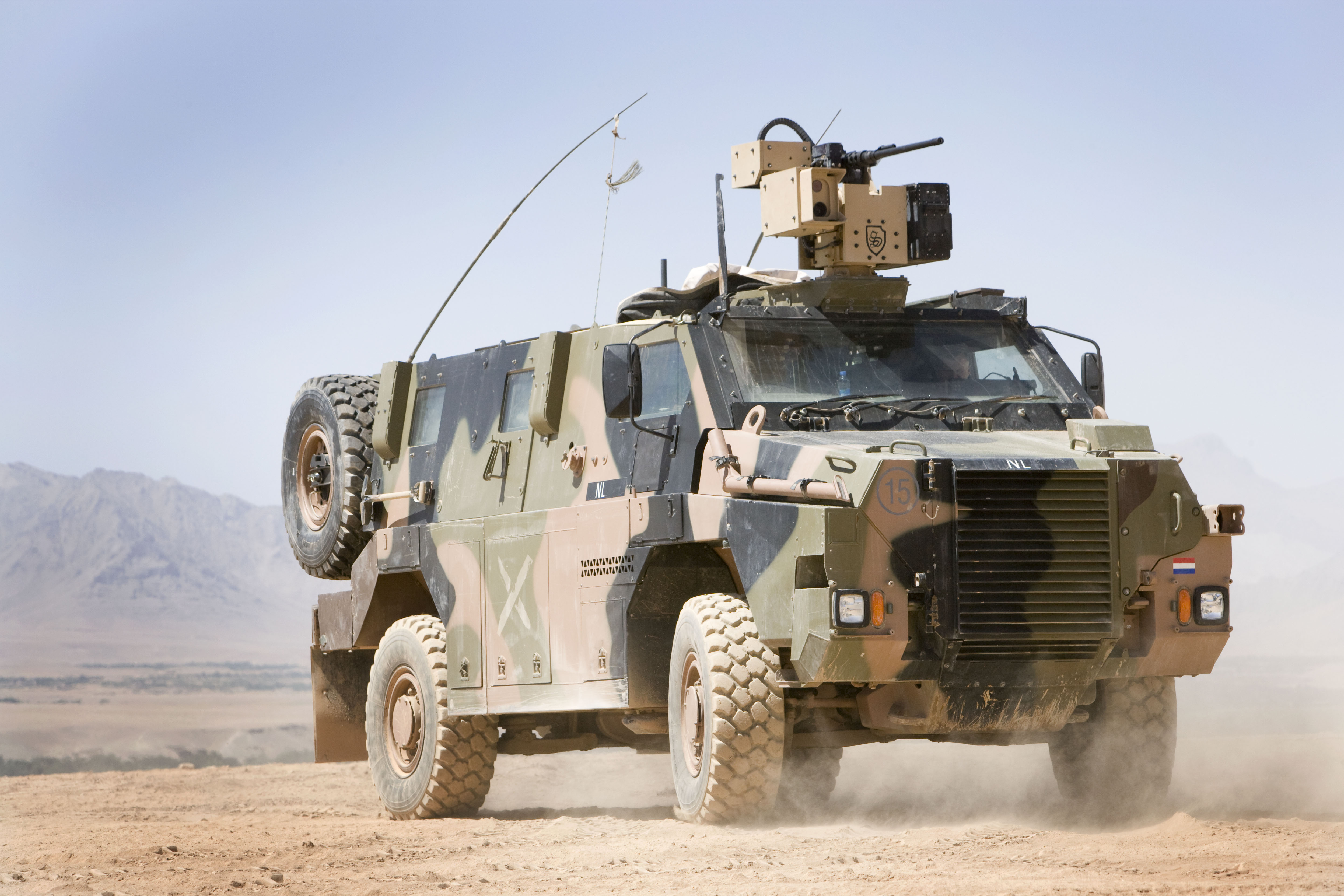
R400を搭載したオランダ陸軍のブッシュマスターMRAP

アメリカ合衆国
RAVEN R-400（R400S-MK1）をM101 CROWSとして560基以上調達
 オーストラリア
2006年、ブッシュマスターMRAP用に44基のRAVEN R-400（R400S-MK1）を調達、その後2018年までにブッシュマスター用に合計235基が納入された。
2019年12月23日、Land 400 Phase 2にて採用されたボクサー装輪装甲車の偵察戦闘車両バージョン用のRWSにR400S-Mk2-D-HDが選定され、82基が4,500万豪ドルで契約された。
また、海軍の沿岸機動艦艇 (LMV-M) 向けにR400-Mが選定されている。
 オランダ
オランダ陸軍のブッシュマスターMRAPにR400S-MK1を搭載している。
2021年3月にはオランダ陸軍第13軽旅団にてボクサー装輪装甲車に搭載しての試験が行われている
 ウクライナ
2022年ロシアのウクライナ侵攻に伴いオーストラリアからウクライナ軍に提供されたブッシュマスターMRAPにR400S-MK1が搭載されている
その他匿名のNATO加盟国に採用されている